# Kurt Daluege

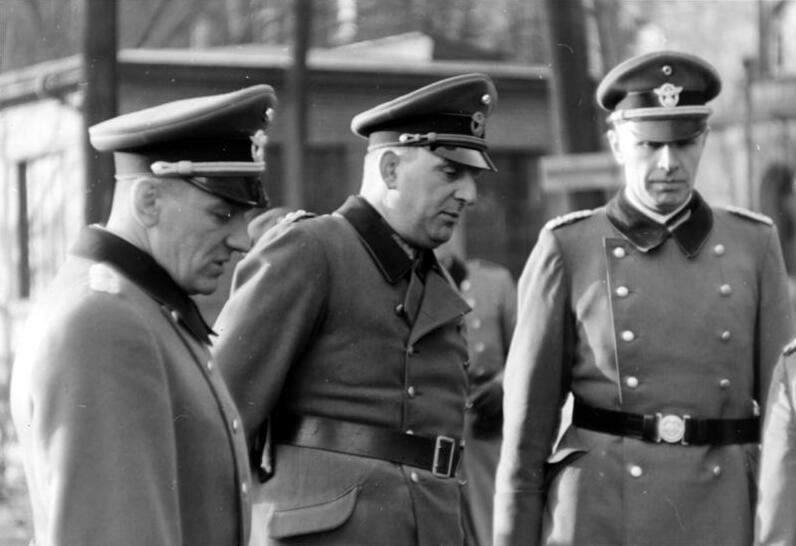
Kurt Daluege w towarzystwie Wilhelma Fuchsa i Otto Wilkenmanna (1940)

Kurt Daluege (ur. 15 września 1897 w Kreuzburgu, Cesarstwo Niemieckie, zm. 24 października 1946 w Pradze, Czechosłowacja) – niemiecki funkcjonariusz organów bezpieczeństwa i bojówkarz, czołowa postać Schutzstaffel, SS-Oberstgruppenführer, generał pułkownik policji, SA-Gruppenführer, faktyczny dowódca Ordnungspolizei (1936–1943), pełniący obowiązki Protektora Czech i Moraw i poseł do Reichstagu, zbrodniarz wojenny. Weteran I i II wojny światowej oraz rewolucji listopadowej i III powstania śląskiego.

## Życiorys
Urodził się w niemieckim wówczas Kluczborku (Kreuzburgu). Jako ochotnik wstąpił do armii niemieckiej i w stopniu porucznika walczył w trakcie I wojny światowej. Po wojnie ukończył studia w Berlinie i przez pewien czas pracował jako inżynier. Jako oficer freikorpsu wyróżnił się w bitwie o Górę św. Anny stoczonej w 1921 z powstańcami śląskimi. W 1922 należał do Freikorpsu Rossbach. W tym samym roku wstąpił do NSDAP (nr NSDAP 31981), a następnie do SA. 22 marca 1926 tworzył pierwszy oddział SA w Berlinie i został jego dowódcą w randze SA-Gruppenführera.
Od 1928, kiedy to przeniósł się do SS, ścisłe współpracował z Heinrichem Himmlerem. W latach 1928–1933 był dowódcą SS w Niemczech Wschodnich (SS-Gruppe Ost). 30 sierpnia 1930 jego oddziały spacyfikowały bunt berlińskich bojówek SA, dowodzonych przez SA-Gruppenführera Waltera Stennesa. Był to pierwszy przypadek użycia SS przez partię w celu tłumienia żądań SA. W 1932 został posłem do pruskiego Landtagu, zaś od 1933, już jako SS-Gruppenführer, był posłem do Reichstagu oraz komendantem skoszarowanych oddziałów pruskiej policji krajowej (Landspolizei). Przekształcił wtedy tę formację w posłuszne narzędzie realizacji polityki nazistów. Przez Hermanna Göringa mianowany został komisarzem państwowym do spraw szczególnej wagi przy rządzie pruskim.
W 1934 był aktywnym uczestnikiem „nocy długich noży”, a po niej tymczasowo dowodził SA-Gruppe Berlin-Brandenburg, Mitte, Grenzmark, Pommern i Schlesien. W latach 1936–1942 Daluege stał na czele Głównego Urzędu Policji Porządkowej (Orpo), która w tym czasie została podporządkowana SS. Jako szef Ordnungspolizei w 1938 był z wizytą w Polsce. Był w tym czasie drugą po Himmlerze najbardziej wpływową personą w szeregach SS. W 1942 Daluege jako pierwszy otrzymał nowo wprowadzony stopień SS-Oberstgruppenführera i został wysłany do Czech, gdzie nadzorował śledztwo w sprawie zamachu na Reinharda Heydricha, a następnie został jego następcą na stanowisku zastępcy Protektora Czech i Moraw (de iure protektorem był Konstantin von Neurath, od jesieni 1941 urlopowany). Stanowisko to zajmował do 20 sierpnia 1943, gdy urząd protektora objął były minister spraw wewnętrznych Rzeszy Wilhelm Frick.
Po wojnie został ujęty przez Brytyjczyków i wydany władzom Czechosłowacji. Był sądzony za zbrodnie wojenne (między innymi za zmasakrowanie miejscowości Lidice, gdzie zamordowano 173 osoby cywilne) i skazany na karę śmierci. Wyrok wykonano przez powieszenie w Pradze 24 października 1946.

## Awanse
- 1 listopada 1926 – SA-Gruppenführer,
- 25 lipca 1930 – SS-Oberführer,
- 1 lipca 1932 – SS-Gruppenführer,
- 9 września 1934 – SS-Obergruppenführer,
- 20 kwietnia 1935 – Generalleutnant der Polizei,
- 17 czerwca 1936 – General der Polizei,
- 20 kwietnia 1942 – SS-Oberstgruppenführer und Generaloberst der Polizei.